# Chiesa di Santo Stefano (Carisolo)
La chiesa di Santo Stefano è un luogo di culto cattolico di Carisolo, in Trentino ed arcidiocesi di Trento. La chiesa conserva l'affresco di Simone II Baschenis dei Baschenis d'Averara raffigurante la Danza macabra.

## Storia
L'edificazione della chiesa è di incerta datazione. Sul luogo dove fu eretta, vi era nell'VIII secolo una piccola cappella dedicata a san Michele Arcangelo anche questa  edificata dove era collocato un villaggio fortificato forse di epoca preistorica, o meglio dell'Alto Medioevo. Solo in epoca successiva fu aggiunta una ulteriore cappella dedicata a santo Stefano. 
L'edificio è indicato in un documento del 1244 come chiesa di proprietà di un gruppo di chierici. Sulla chiesa e sulla sua posizione non mancano leggende e racconti popolari.
Le due piccole chiese furono poi distrutte nel XIII o XIV secolo e furono sostituite con la chiesa romanica, poi nuovamente rimaneggiata in stile gotico, a testimonianza di quella originaria, rimane solo l'arco dalla forma ogiva della cappella dedicata all'Arcangelo San Michele. Il campanile fu edificato nel medesimo periodo. La chiesa aveva sicuramente funzione cimiteriale.
Il nuovo edificio fu eletto a curazia il 24 febbraio 1727, e fino al 1751 fu il principale luogo di culto di Carisolo, diventando poi, con la nuova parrocchia intitolata a san san Nicolò chiesa cimiteriale.

## Descrizione

### Esterno
La chiesa di Carisolo in Val Rendena, posta in prossimità della Val Genova, è dislocata rispetto al centro urbano, posta sopra un'altura rocciosa a strapiombo sul fiume Sarca e inserita nel Parco naturale Adamello Brenta; con la sua posizione domina la valle. L'edificio gotico conserva ancora la sua originaria struttura romanica, come pure la torre campanaria terminante con le quattro bifore di chiaro orientamento romanico. Al campanile si accede dall'interno della chiesa. L'edificio non ha una facciata principale ma ha l'accesso sul lato posto a sud.
La parete a sud è completamente affrescata dal pittore bergamasco Simone della famiglia Baschenis, e raffigura il soggetto della Danza macabra con caratteristiche simili a quello presente nella chiesa di San Vigilio a Pinzolo. Il dipinto conserva la datazione e la firma dell'artista: Simon de Baschenis pingebat – Die 12 mensis Julii 1519. La pittura si presenta su due ordini. Nell'ordine superiore vi è raffigurata la danza, un alternarsi di personaggi che sono raffigurati nella forma in vita che s'incammina affiancata con la propria copia dipinta sotto la forma di scheletro, chiaro ammonimento ai vivi, di qualsiasi estrazione sociale, perché non dimentichino il loro tragica epilogo. Nel secondo vi sono raffigurati i sette Peccati capitali. L'opera è stata realizzata tra il 1519 e il 1532. La parete affrescata è protetta da una falda molto ampia del tetto, non corrispondente, per dimensioni, sul lato opposto dell'edificio.

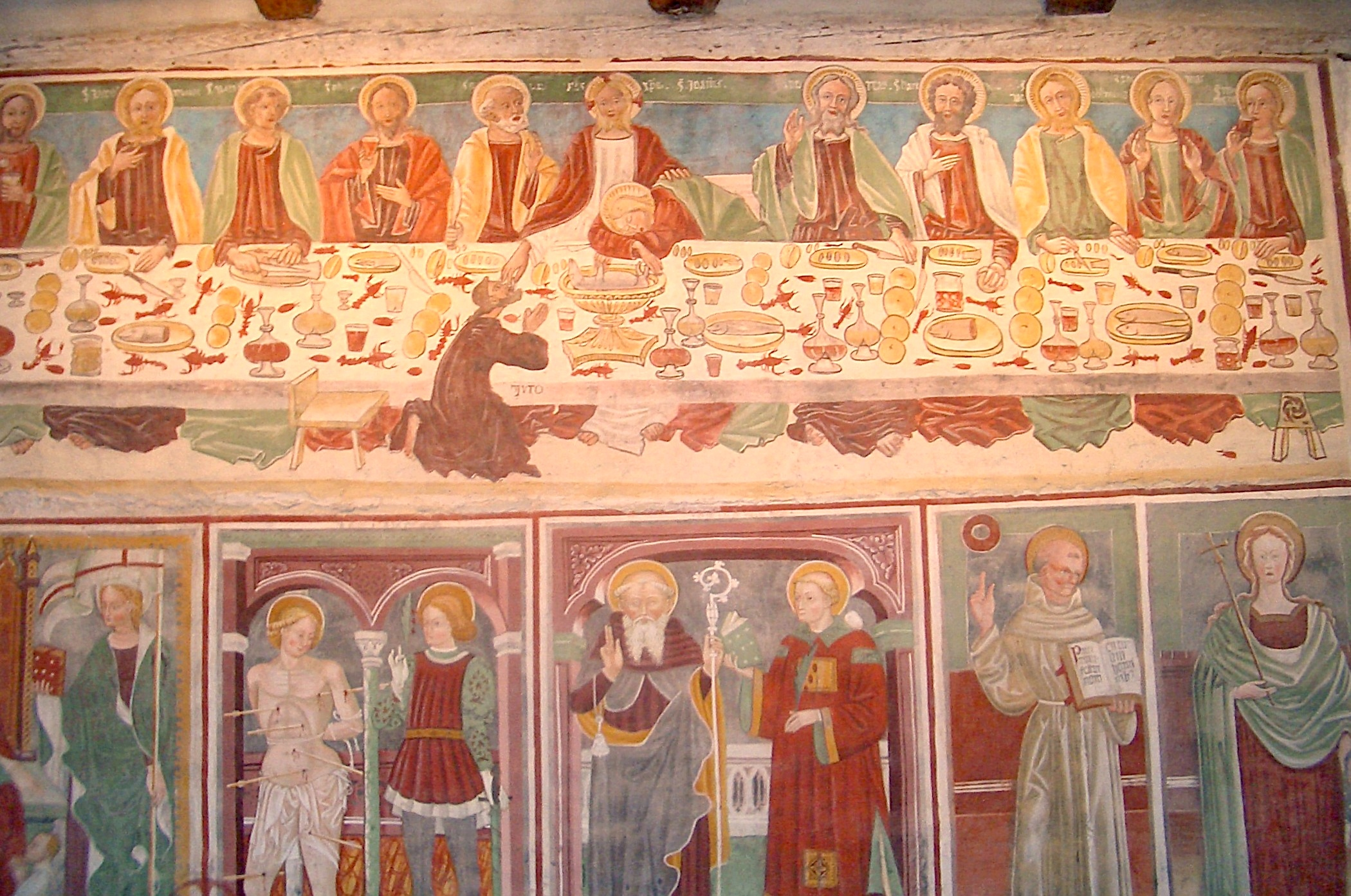
Ultima cena

L'esterno, a sinistra della scalinata, presenta anche il grande affresco di san Cristoforo dipinto con il Bambino sulle spalle e con il bastone, indossa la tunica tipica del viaggiatore medioevale con la borsa legata in vita, ma la particolarità è il personaggio posto ai suoi piedi, che malgrado il dipinto sia molto deteriorato, parrebbe raffigurare una sirena. L'ammaloramento della parte non permette una maggiore comprensione dell'opera e questo lascia che vi sia una forma di mistero anche su questo dipinto.

### Interno
L'interno a unica navata, a cui si accede dal lato sud-ovest, conserva numerosi affreschi di particolare interesse.
 L'affresco dell'Ultima cena opera di Antonio Baschenis ha la particolare caratteristica di avere tredici personaggi intorno alla mensa che è riccamente imbandita e ricca di elementi simbolici: i commensali sono dodici posti sul lato di fronte mentre uno, il tredicesimo, è raffigurato di spalle, unico dipinto sul lato opposto della tavola, colto nell'attimo di ricevere il Pane. L'affresco raffigura san Giovanni, collocato al fianco di Gesù con ben sei dita. Se non è un errore dell'artista, cosa poco probabile, è uno dei misteri di questa chiesa. Questo dipinto fu rappresentato su una tavola di vetro ed esposto a Strasburgo nel 2012.

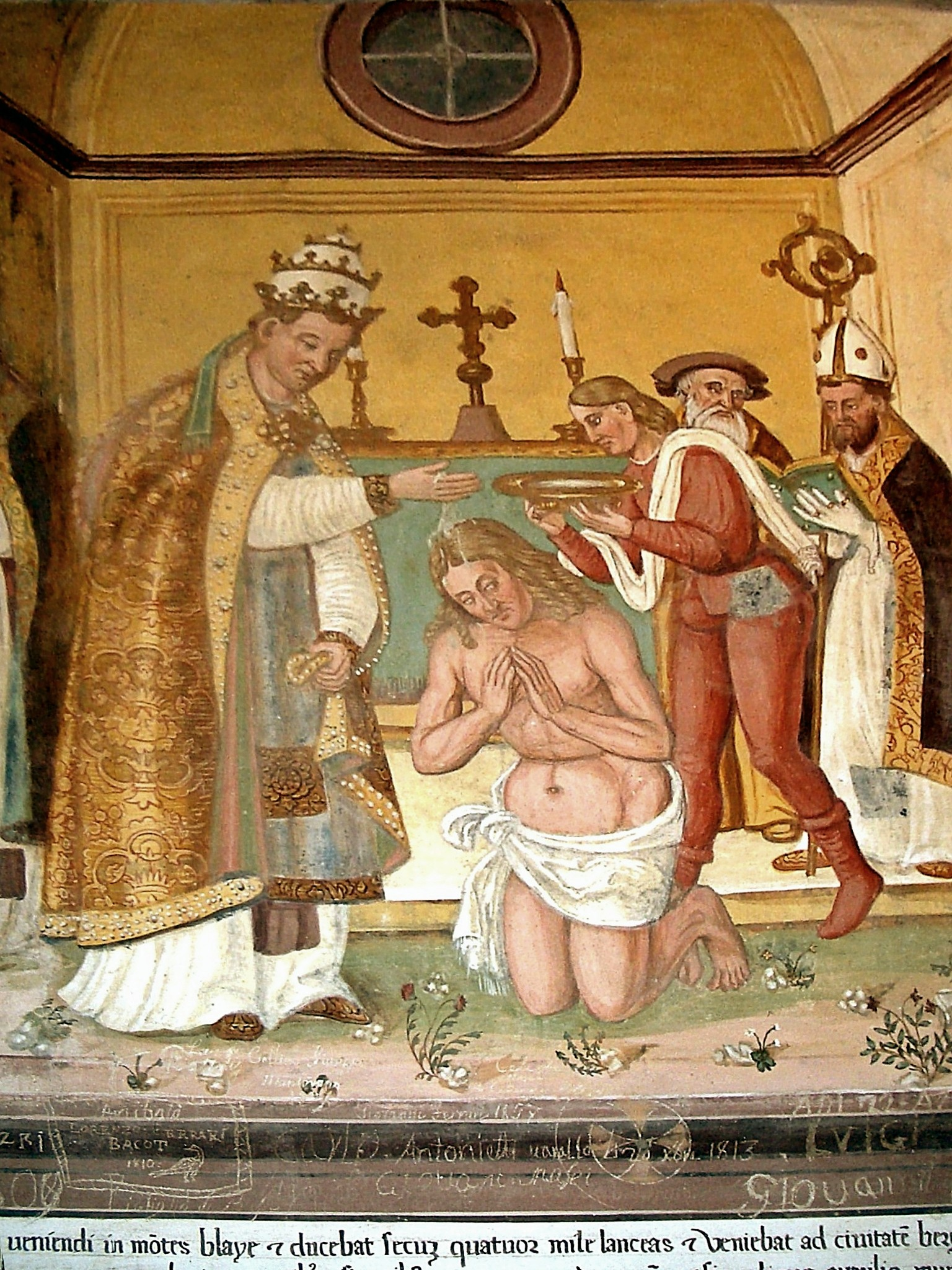
Particolare del dipinto che narra la Leggenda Carlo Magno

La parete a nord-ovest presenta nella parte centrale, il grande dipinto che racconta la leggenda della spedizione di Carlo Magno nella val Rendena affrescata nel 1534. Il dipinto raffigura l'incontro di Carlo Magno con papa Urbano che è rappresentato al centro nell'atto di battezzare un catecumeno, ed è attorniato da sette vescovi. Serve considerare che nel 774 quando Carlo Magno discese in Italia, il papa era Adriano I. Forse anche questo è un errore del pittore, oppure l'artista ha dovuto eseguire in questo modo per un altro motivo, da ricercare. L'imperatore carolingio che indossa la corona e abiti regali, è raffigurato in una strana posizione, il piede destro infatti è stato dipinto girato all'indietro quasi che non volesse avanzare, nel medesimo modo è stato raffigurato alla sua destra il soldato della scorta.
Il presbiterio accessibile da un gradino in pietra e preceduto dall'arco trionfale a forma ogivale, conserva affreschi risalenti al XV secolo.

## Nella letteratura
La chiesa di Santo Stefano viene lungamente nominata all'interno del romanzo La penna del Corvo Bianco. Il libro, ambientato tra Carisolo e la val Genova durante la prima guerra mondiale, cita svariate volte l'antica chiesa che diventa protagonista di diversi capitoli. 
Essa viene descritta così nelle primissime pagine: Era di pietra grezza, di un grigio granitico levigato dalla moltitudine di anni che quei muri e quel campanile avevano saldamente sopportato. Sorgeva proprio al di sopra di un'altura con accanto tre croci, e si ergeva troneggiante sopra ogni altra struttura in quella valle.